# Fuente de la India
A Fuente de la India é uma fonte situada na extremidade sul do Paseo del Prado, em Havana, Cuba. Foi desenhada por Giuseppe Gaggini e representa a indígena nativa "Habana", de quem a cidade teria herdado seu nome. Foi inaugurada em 1837, substituindo uma estátua do rei Carlos III.